# Spomen-park Borik
Spomen-park Borik je park-šuma i rekreacijski prostor u Bjelovaru na visoravni i četvrti Vojnović (poznata i pod imenom visoravan Matije Gupca) u kojem se nalazi spomen-groblje Srba, revolucionara i hrvatskih antifašista iz okolice Bjelovara, koje su pobunili protiv ustaške vlade NDH za vrijeme Drugog svjetskog rata.
Također južni dio parka služi kao sportsko-rekreacijski prostor s otvorenim teretanama i košarkaškim terenima.

## Povijest

### Gaj Franje Josipa
Današnji Spomen-park Borik je nastao kao sjeverni dio punio većeg perivoja Gaja Franje Josipa, koji se počeo uređivati 1892., a dovršen je početkom 19. stoljeća. Nastao je razvojem grada na zemljištu neposredno uz plantažu duda za uzgoj dudova svilca Đure Vojnovića. Gaj Franje Josipa bio je najveća uređena zelena površina na području Bjelovara. U međuratnom razdoblju perivoj je ostao zapušten i zarastao, a i veliki dio parka je srušen radi izgradnje vojarne 1943. godine.

### Uređenje parka
Današnji Spomen-park Borik uređen je 1946. godine, kada je nad Kosturnicom postavljeno djelo bjelovarskog kipara Vojina Bakića "Poziv na ustanak" (poznato i pod nazivom "Bjelovarac"). Bakić je darovao spomenik gradu Bjelovaru u spomen na četvoricu svoje braće, koji su kao antifašisti stradali od ustaša u Drugom svjetskom ratu. Jedan od njih je Milan Bakić Baja. Po braći Bakić bila je nazvana osnovna škola, koja je nakon osamostaljenja Hrvatske, nazvana II. osnovna škola Bjelovar. Na ulazu je stajao natpis "Spomen-groblje strijeljanih revolucionara iž žrtava fašističkog terora 1941. – 1945. Bjelovar". Ploče s imenima žrtava bile su poređane uz stazu oko spomenika.
Spomenik je 1951. godine bio premješten u centar grada na Trg Stjepana Radića, da bi 1978. bio ponovo vraćen u Borik.

### Domovinski rat i danas
Nakon osamostaljenja Hrvatske, natpis na ulazu je uklonjen, a Bakićev spomenik miniran 1991. godine. Od spomenika je ostala sačuvana samo šaka, koja je pohranjena u Muzeju grada Bjelovara. Spomen-područje je s vremenom postalo zapušteno.
Godine 2001., inicijativna grupa sastavljena od akademika, kipara i Bakićevih prijatelja, pokrenula je akciju za obnovu spomenika i uređenje spomen - parka. Spomenik je do 2009. godine rekonstruirao kipar Alan Vlahov, a 8. prosinca 2010. godine, svečano je otvoren, s uređenim spomen-parkom Borik.

## Sadržaj parka
Spomen-park se sastoji od borove šume (stabla bijelog bora i drugih vrsta crnogoričnog i listopadnog drveća) i čistine na kojoj se nalazi spomen-kompleks. Glavni prilaz, koji vodi do spomenika, pruža se od istoka. Na zapadnom dijelu, nalaze se športski tereni, prostor za rekreaciju i igralište.
Na središnjem dijelu spomen-parka nalazi se Bakićev "Poziv na ustanak". Iza spomenika poređane su kamene ploče s imenima ubijenih (koje su nekad stajale ukrug oko spomenika), a ispred se nalaze dvije masivne ploče sa stihovima Ivana Gorana Kovačića.
Na sjevernoj strani kompleksa nalazi se monolit posvećen svima ubijenima čija su imena ostala nepoznata.

## Galerija
- Pogled na spomen-park
- "Poziv na ustanak"
- Ploče s imenima žrtava
- Ploče s imenima žrtava
- Ploča posvećena žrtvama čija su imena ostala nepoznata